# Apatelodes narda
Apatelodes narda is een vlinder uit de familie van de Apatelodidae. De wetenschappelijke naam van de soort is, als Zanola narda, voor het eerst geldig gepubliceerd in 1900 door William Schaus.